# Verona (Pennsylvanie)
Pour les articles homonymes, voir Verona (homonymie).
Verona est un borough situé dans le comté d'Allegheny, en Pennsylvanie, aux États-Unis,. En 2010, il comptait une population de 455 habitants. Il est incorporé le 10 mai 1871,.

## Démographie
Lors du recensement de 2010, le borough comptait une population de 2 474 habitants. Elle est estimée, le 1er juillet 2019, à 2 358 habitants.

### Source de la traduction
- (en) Cet article est partiellement ou en totalité issu de l’article de Wikipédia en anglais intitulé « Verona, Pennsylvania » (voir la liste des auteurs).